# Karoline Christine Böhler

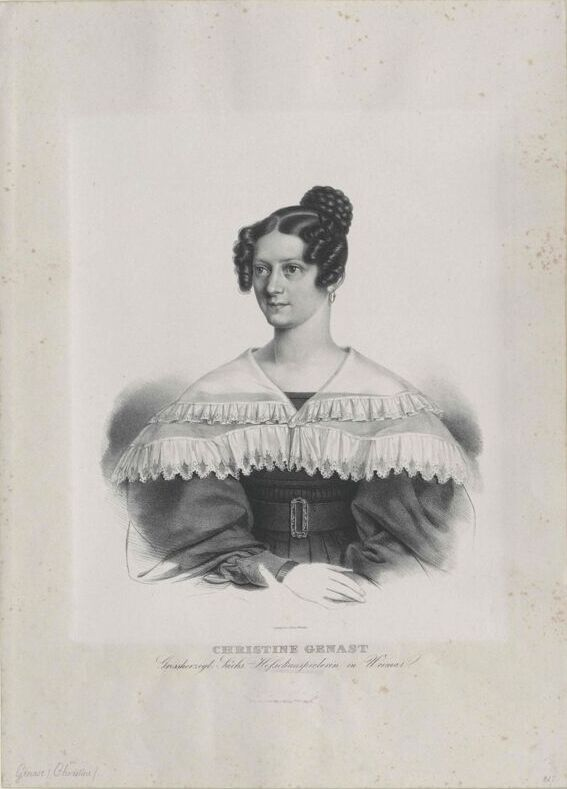
Christine Genast

Karoline Christine Böhler, verheiratete Christine Genast (* 31. Januar 1800 in Kassel; † 15. April 1860 in Weimar) war eine deutsche Sängerin, Schauspielerin und Pianistin.

## Leben und Wirken

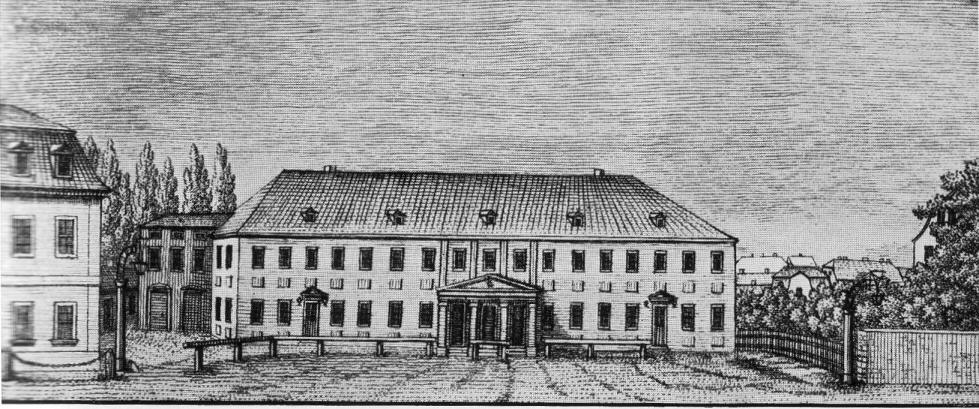
Das Weimarer Hoftheater um 1800

Karoline Christine Böhler kam als älteste Tochter von Wilhelm Böhler in Kassel zur Welt. Ihr Vater war Jurist in Mannheim, der dort von dem bekannten August Wilhelm Iffland zur Schauspielerei bewogen wurde und fortan sich in Frankfurt am Main als Schauspieler fein komischer, aber auch Charakterrollen ein gewisses Ansehen erwarb.
In ihrer Kindheit erhielt Karoline Christine Böhler eine gute Erziehung. 1815 debütierte sie in Frankfurt als Klavierspielerin. Der frühe Tod ihres Vaters veranlasste sie 1816 ein Engagement am Ständischen Theater in Prag anzunehmen. Zusammen mit ihrer jüngeren Schwester Doris, die später Gustav Emil Devrient heiratete, kamen sie 1818 an das Stadttheater in Leipzig, das damals unter der Leitung von Karl Theodor von Küstner stand. Dort lernte sie den ebenfalls zugestoßenen Eduard Franz Genast kennen und verheiratete sich mit ihm am 14. Mai 1820. Mit ihm hatte sie vier Töchter und einen Sohn. 1829 erhielten beide ein Engagement am Weimarer Hoftheater auf Lebenszeit.
Johann Wolfgang von Goethe war ihr gewogen und schätzte sie als Künstlerin. Noch in Leipzig widmete er ihr zum 31. Januar 1822 folgendes Gedicht:

„Treu wünsch’ ich Dir zu Deinem Fest
 Das Beste was sich wünschen läßt;
Doch wünscht’ ich mir zum Lebenskranze
Dich anzuschau’n in Deinem Glanze;
Dich selbst in Handeln, Worten, Blicken,
Mir und der Freunden zum Entzücken“

Auch Karl Theodor von Küstner verewigte sie in seinem „Rückblick“. Höchstes Ansehen genoss sie im feinen Lustspiel und in Rollen wie Donna Dianna, Minna von Barnhelm usw. aber auch in solchen des Trauer- und Schauspiels, die mehr Innigkeit als Leidenschaft, eine innere würdevolle, hoheitsgebietende Ausstrahlung als eine nach außen brechende Heftigkeit und einen Aufwand von Kraft erforderten. Zu diesem Fache gehörten die Fürstin in „Elise Valberg“, die Königin in „Don Carlos“, die Prinzessin in „Tasso“, Walburgh, Cordelia, Maria Stuart usw. In allen diesen Rollen zeigte sie sich in einer so hoheits- und achtungsgebietenden Würde gepaart mit so viel Verstand und Feinheit, dass sie zu den vorzüglichsten dieser Art zählten.